# Tőzsde

A budapesti Tőzsde 1914 előtt

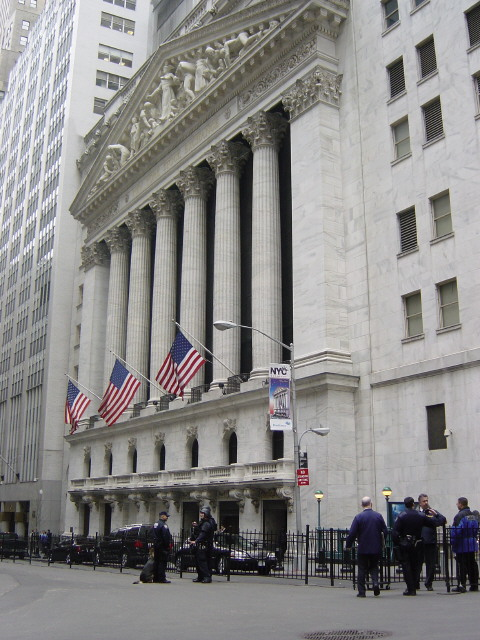
A New York-i tőzsde épülete

A tőzsde nyilvános, központosított és szervezett piac, olyan hely, ahol meghatározott árukat, meghatározott időben, azon belül meghatározott személyek adhatnak-vehetnek szigorú eljárási szabályok szerint, melyek be nem tartását a 2005. évi 133. törvény büntetni rendeli. A magyarországi tőzsde jogi személy, nyereségorientált részvénytársaság. Üzletet csak tőzsdeügynökön (alkusz) keresztül lehet kötni. A tőzsdei kereskedelemben részt vevő áruknak vagy értékpapíroknak nem kell jelen lenniük, mivel az egyes áruk helyettesíthetők, illetve egymással kicserélhetők. Az eladni és vásárolni szándékozók árelképzelései befutnak a tőzsdei üzletkötőkhöz (brókerek), akik ezeket megpróbálják a piacon érvényesíteni. A tőzsde nemcsak piac, hanem a modern gazdaságban nélkülözhetetlen gazdasági értékelő és információs központ is.

## A tőzsdék fajtái
- árutőzsde
- értéktőzsde, ezen belül
  - devizatőzsde
  - értékpapírtőzsde
  - hírpiac

Jogállásuk szerint a tőzsdéket két csoportra lehet osztani:
- Az európai-kontinentális tőzsde közjogi jellegű, felügyeletet az állam gyakorol felette.
- Az angol-amerikai típusú tőzsdék magánjogi alapon működő intézmények, amelyek általában részvénytársasági formában működnek.

## Tőzsdei ügyletek
A tőzsdei ügylet az a szerződés, amelyet a tőzsdei kereskedési joggal rendelkezők a tőzsdén forgalmazott árukra vonatkozóan egymással kötnek. Fajtái:
- azonnali/prompt
- határidős/termin: későbbi időpontban történik a teljesítés, gyakran spekulációs céllal, itt nem a vásárlás a lényeg, hanem az árfolyam-különbözet. Speciális fajtája az opciós ügylet.

Opciós ügylet: Az eladó vagy a vevő az opciós díj megfizetésével jogot vásárol magának a későbbi döntéshez. Két fajtája van: 
- vételi
- eladási

### Tőzsdei ügylet menete
A tőzsdén információs táblák mutatják a legfontosabb tudnivalókat, pl. árfolyamokat, ajánlatokat, megkötött ügyleteket.
Az ügyleteket szóban, számítógépen, de már telefonon is meg lehet kötni, a tőzsdei levezető a megegyezés után kiállítja a kötjegyet és a tőzsdei nap végén a kötjegy segítségével készítik el a szerződést.

## Tőzsdei árfolyamok
- nyitó: a napi első megkötött ügylet árfolyama
- záró: a napi utolsó megkötött ügylet árfolyama
- átlag: a napi üzletkötések árfolyamainak átlaga

A tőzsdeindex az adott tőzsdén forgó papírokat jól jellemző részvénycsomag értékének változását mutatja egy bázisidőponthoz viszonyítva. Követi a gazdasági folyamatokat és a befektetők várakozásait.

## Története
A nagy kereskedővárosokban az üzletemberek általában egy meghatározott helyen gyűltek össze üzletkötés céljából. A brüggei kereskedők a Van der Beurze nemzetség lakóháznál szoktak találkozni. Innen ered a börze magyar szó is.
Az első tőzsde céljára emelt épület 1531-ben nyílt Antwerpenben. Az épületen felirat hirdette: „Minden népből származó és minden nyelvű kereskedő számára”. 1611-ben Amszterdamban megnyílt a következő nagy tőzsde amit a Holland Kelet-indiai Társaság tett fontossá. 

## Legnagyobb tőzsdék
A világ jelentős tőzsdéi
| No. | Év   | Tőzsde                  | Rövidítés | Régió                                   | Hely                                             | Piaci korlát (milliárd USD) | Havi kereskedelem (milliárd amerikai dollár) |
| --- | ---- | ----------------------- | --------- | --------------------------------------- | ------------------------------------------------ | --------------------------- | -------------------------------------------- |
| 1   | 2019 | New York-i tőzsde       | NYSE      | USA                                     | New York City                                    | 22,923                      | 1,452                                        |
| 2   | 2019 | Nasdaq                  | NASDAQ    | USA                                     | New York City                                    | 10,857                      | 1,262                                        |
| 3   | 2019 | Tokiói Értéktőzsde      | JPX       | Japán                                   | Tokió Oszaka                                     | 5,679                       | 481                                          |
| 4   | 2019 | Londoni Értéktőzsde     | LSE       | Egyesült Királyság · Olaszország        | London Milánó                                    | 4,590                       | 219                                          |
| 5   | 2019 | Shanghai Értéktőzsde    | SSE       | Kína                                    | Shanghai                                         | 4,026                       | 536                                          |
| 6   | 2019 | Hongkongi Értéktőzsde   | SEHK      | Hongkong                                | Hongkong                                         | 3,936                       | 182                                          |
| 7   | 2019 | Euronext                |           | Európai Unió · Európai Gazdasági Térség | Amszterdam Brüsszel Dublin Lisszabon Oslo Párizs | 3,927                       | 174                                          |
| 8   | 2019 | Sencseni Értéktőzsde    | SZSE      | Kína                                    | Sencsen                                          | 2,504                       | 763                                          |
| 9   | 2019 | Torontói Értéktőzsde    | TSX       | Kanada                                  | Toronto                                          | 2,095                       | 97                                           |
| 10  | 2019 | Bombay-i Értéktőzsde    | BSE       | India                                   | Mumbai                                           | 2,056                       | 210                                          |
| 11  | 2019 | National Stock Exchange | NSE       | India                                   | Mumbai                                           | 2,030                       | 196                                          |
| 12  | 2019 | Deutsche Börse          |           | Németország                             | Frankfurt                                        | 1,864                       | 140                                          |
| 13  | 2019 | SIX Swiss Exchange      |           | Svájc                                   | Zürich                                           | 1,523                       | 77                                           |
| 14  | 2019 | Korea Exchange          | KRX       | Dél-Korea                               | Szöul, Puszan                                    | 1,463                       | 277                                          |

## Lásd még
- New York-i tőzsde
- Londoni Értéktőzsde
- Bécsi tőzsde
- Budapesti Értéktőzsde
- Københavns Fondsbørs